# United States Senate Select Committee on Ethics
Das U.S. Senate Select Committee on Ethics ist ein Kongressausschuss des US-Senats. Er ist zuständig für die Ethik im Zusammenhang mit der Tätigkeit der Senatoren und wird gemeinhin als Senate Ethics Committee (englisch für: Ethikkomitee des Senats) bezeichnet. Die Regeln des Senats erfordern, dass die Sitze gleichmäßig unter Demokraten und Republikanern aufgeteilt sind – unabhängig von der Sitzverteilung im Senat. Der Vorsitzende wird immer von der stärkeren Fraktion gestellt.
Vorläufer des Ethik-Ausschusses war das Senate Select Committee on Standards and Conduct (Senatskomitee für Standards und Verhalten), welches vom 89. Kongress im Jahre 1965 eingerichtet und vom 95. Kongress im Jahre 1977 seinen jetzigen Namen erhielt.

## Mitglieder im 117. Kongress (2021–2023)
Gemäß der Senate Rule 25 besteht das Komitee aus sechs Mitgliedern.
| Majorität (Demokraten)                                                                       | Minorität (Republikaner)                                                    |
| -------------------------------------------------------------------------------------------- | --------------------------------------------------------------------------- |
| - Chris Coons, Delaware, Vorsitzender - Brian Schatz, Hawaii - Jeanne Shaheen, New Hampshire | - James Lankford, Oklahoma, Vize - Jim Risch, Idaho - Deb Fischer, Nebraska |

## Mitglieder im 116. Kongress (2019–2021)
| Majorität (Republikaner)                                                                                                  | Minorität (Demokraten)                                                               |
| --- | ------------------------------------------------------------------------------------ |
| - Johnny Isakson, Georgia, Vorsitzender - James Lankford, Oklahoma, Vorsitzender - Pat Roberts, Kansas - Jim Risch, Idaho | - Chris Coons, Delaware, Vize - Brian Schatz, Hawaii - Jeanne Shaheen, New Hampshire |

## Ehemalige Vorsitzende (unvollst.)
- John C. Stennis (Demokrat), Mississippi, 1965–1975
- Howard Cannon (Demokrat), Nevada, 1975–1977
- Adlai Ewing Stevenson III (Demokrat), Illinois, 1977–1980
- Howell Heflin (Demokrat), Alabama, 1980–1981
- Malcolm Wallop (Republikaner), Wyoming, 1981–1983
- Ted Stevens (Republikaner), Alaska, 1983–1987
- Howell Heflin (Demokrat), Alabama, 1987–1992
- Terry Sanford (Demokrat), North Carolina, 1992–1993
- Richard Bryan (Demokrat), Nevada, 1993–1995
- Mitch McConnell (Republikaner), Kentucky, 1995–1997
- Robert C. Smith (Republikaner), New Hampshire, 1997–1999
- Pat Roberts (Republikaner), Kansas, 1999 – 3. Januar 2001
- unbesetzt, 3.–20. Januar 2001
- Pat Roberts (Republikaner), Kansas, 20. Januar – 6. Juni 2001
- Harry Reid (Demokrat), Nevada, 6. Juni 2001 – 2003
- George Voinovich (Republikaner), Ohio, 2003–2007
- Barbara Boxer (Demokrat), Kalifornien, 2007–2015